# Grand Trunk Road
La Grand Trunk Road (en español, «camino/carretera/ruta del Gran Tronco» o «de la Gran Trompa») es una de las carreteras principales del Asia meridional más antigua y larga. Desde hace más de dos milenios, ha vinculado las regiones orientales y occidentales del subcontinente indio, que van desde Sonargaon (Bangladés), hasta Kabul (Afganistán), atravesando Howrah (Bengala Occidental en India) y la India septentrional por Peshawar (en el actual Pakistán). También era conocida como Uttarapatha («El camino al Norte»), Shah Rah-e-Azam («Gran carretera») o Sadak-e-Azam o Badshahi Sadak.
La ruta comprende el camino Grand Trunk que existió durante el imperio Maurya, extendiéndose desde la desembocadura del río Ganges hasta la frontera norte-occidental del Imperio. La moderna carretera fue reconstruida por Sher Shah Suri, que renovó y amplió la ruta antigua en el siglo XVI.
El 15 de marzo de 2015 el conjunto «Sitios a lo largo de Uttarapath, Badshahi Sadak, Sadak-e-Azam, Grand Trunk Road» fue inscrito en la Lista Indicativa de la India —paso previo a ser declarado Patrimonio de la Humanidad—, en la categoría de bien cultural (n.º ref 6056), con una enumeración de 93 bienes individuales.

## Historia

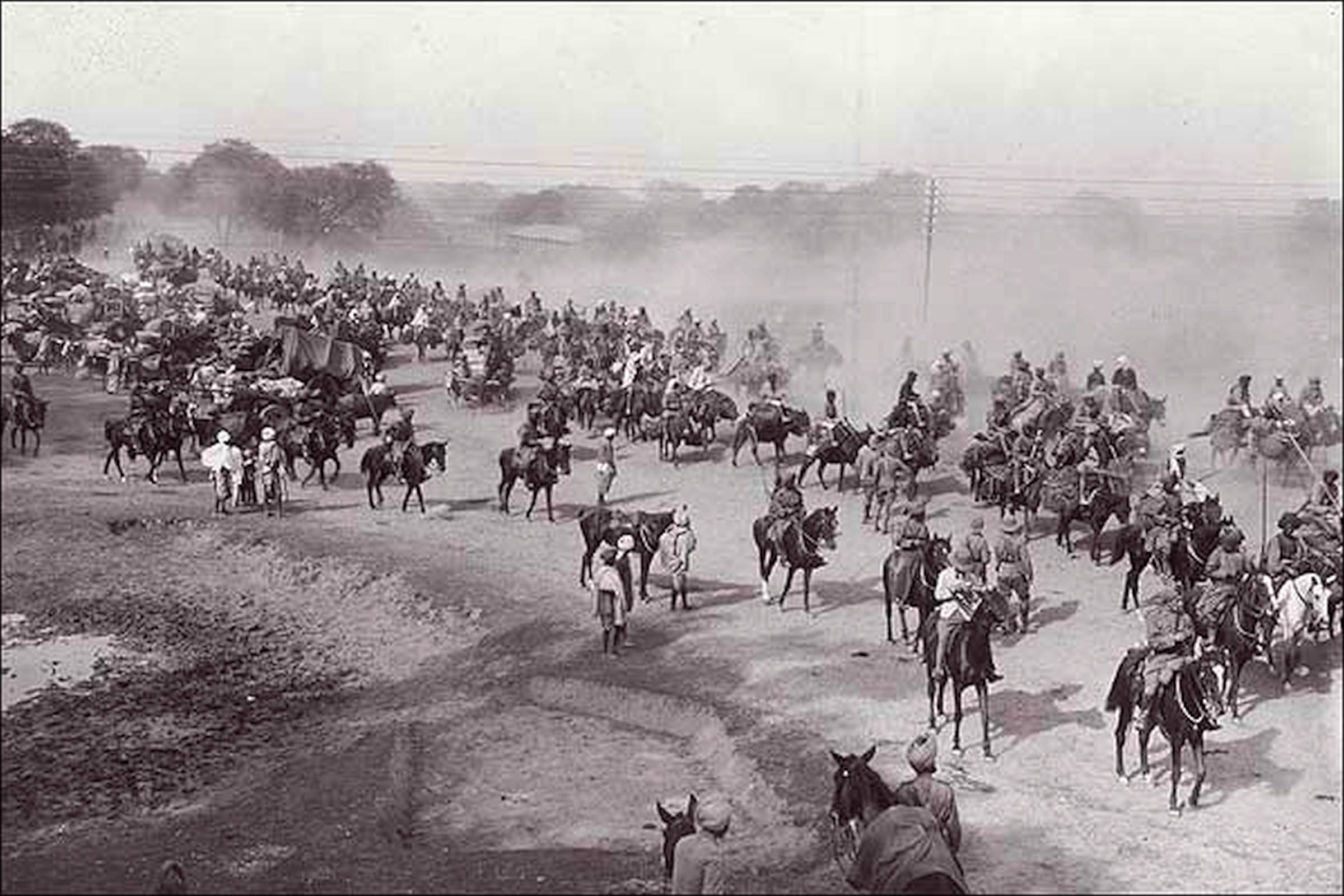
Una escena del acantonamiento de Ambala durante el Raj británico.

En la antigüedad, el término Uttarapatha (de los términos sánscritos uttara, por el norte, y patha por carretera/ruta) se refiria a la alta carretera septentrional, la principal ruta comercial que seguía a lo largo del río Ganges, cruzaba la llanura Indo-Gangética, corría a través del Punjab hasta Taxila (Gandhara) y más allá hasta Zariaspa o Balkh (Bactria) en Asia Central. El final oriental de la Uttarapatha era Tamraliptika (posiblemente la actual Tamluk), ubicada en la desembocadura del Ganges en el oeste de Bengala. Esta ruta se volvió cada vez más importante debido al aumento de los contactos con los puertos marítimos de la costa oriental de la India durante el gobierno Maurya. Más tarde, Uttarapatha paso a designa la región de gran extensión que atravesaba la alta carretera septentrional.[cita requerida]
Investigaciones recientes[cita requerida] indican que durante el tiempo del imperio Maurya, en el siglo III a. C., el comercio por tierra entre la India y varias partes de Asia occidental y el mundo helénico pasaba por las ciudades del noroeste, principalmente Takshashila (Taxila en actual Pakistán, véase el recuadro en el mapa). Takshashila estaba bien conectada por carretera con otras partes del imperio Maurya. Los Mauryas habían construida una carretera desde Takshashila a Pataliputra (actual Patna en India). Chandragupta Maurya tuvo un ejército de funcionarios que supervisaban el mantenimiento de esta carretera, según lo dicho por el diplomático griego Megasthenes que pasó quince años en la corte Maurya. Construida en ocho etapas, este camino se dice que habría conectado las ciudades de Purushpur, Takshashila, Hastinapur, Kanyakubja, Prayag, Pataliputra y Tamralipta.
En el siglo XVI, el emperador pastún Sher Shah Suri, que gobernaba gran parte del norte de la India, emprendió la construcción de una nueva fue carretera principal que atravesaba la llanura del Ganges. Su intención era unir las provincias remotas de su vasto imperio por razones administrativas y militares. El Sadak-e-Azam ('gran camino') como se le conocía entonces, es universalmente reconocido por haber sido el precursor de la carretera Grand Trunk.
La carretera fue construida inicialmente por Sher Shah para conectar Agra, su capital, con Sasaram, su ciudad natal. Cuando Sher Shah murió después de un breve reinado, y su dinastía terminó poco después, la carretera permaneció como su excepcional legado. Los Mughals, que sucedieron a los Suris, extendieron la carretera hacia el oeste hasta Kabul, en Afganistán, cruzando el paso de Khyber. Esta carretera fue mejorado más tarde por los gobernantes británicos de la India colonial. Renombrada como "Grand Trunk Road" (a veces referida como la "Larga Marcha"), fue extendida hasta alcanzar desde Calcuta a Peshawar y así abarcar una mayor parte de la India.
A través de los siglos, la carretera, que era una de las más importantes rutas comerciales de la región, facilitó tanto los viajes como la comunicación postal. Incluso durante la época de Sher Shah Suri, la carretera estaba salpicada de caravansarais (posadas de carretera) a intervalos regulares, y se plantaron árboles a ambos lados de la ruta para dar sombra. Hay algunos pozos de agua en buen estado a lo largo del camino de Taxila, que fueron construidos para los viajeros durante ese período. El camino estaba bien planeado, con hitos a lo largo de todo el trayecto. Algunos de estos hitos se pueden ver a lo largo de la actual carretera Delhi-Ambala. Por otro lado, el camino también facilitó el rápido movimiento de las tropas y de los invasores extranjeros. Aceleró las incursiones de saqueo en las regiones del interior de la India, de invasores afganos y persas y también facilitó el movimiento de las tropas británicas de Bengala en la llanura del norte de India.

## Ruta
Hoy en día, la GTR sigue siendo un continuo que cubre una distancia de más de 2.500 kilómetros. Desde su origen en Sonargaon, en el distrito de Narayanganj en el centro de Bangladés y luego llega a la India; pasa por Howrah, Bardhaman, Panagarh (donde pasa el Santuario de Vida Silvestre Ramnabagan), Durgapur, Asansol, Dhanbad, Aurangabad, Dehri-on-sone, Sasaram, Mohania, Mughalsarai, Varanasi, Prayagraj, Kanpur, Kalianpur, Kannauj, Etah, Aligarh, Ghaziabad, Delhi, Panipat, Karnal, Ambala, Ludhiana, Jalandhar y Amritsar
En la India, la mayor parte de la carretera —el tramo comprendido entre Howrah a Kanpur es NH-2 y Kanpur a Delhi— se conoce como la National Highway 91 (NH 91) y el tramo entre Delhi y Wagah, en la frontera con Pakistán, se conoce como NH 1. Desde la frontera con Pakistán, la carretera Grand Trunk (parte de la N-5) continúa hacia el norte a través de Lahore, Gujranwala, Gujrat, Jhelum, Rawalpindi, Distrito Attock, Nowshera, Peshawar y Landi Kotal. Luego entra en Afganistán a través del paso de Khyber y continúa hacia el oeste a través de Jalalabad, Surobi y termina en Kabul, una gran parte de la rama afgana de la GTR es hoy parte de la carretera Jalalabad-Kabul.

## Moderno desarrollo
La GTR continúa siendo una de las principales arterias viarias de la India y Pakistán. Pakistán ha desarrollado aún más su extensa red de autopistas y grandes accesos controlados y autovías. La sección india forma parte del ambicioso proyecto del Cuadrilátero de Oro. Durante más de cuatro siglos, la GTR se ha mantenido, en palabras del autor Rudyard Kipling: «un río de vida como no hay en ningún otro lugar del mundo».

## Galería de imágenes

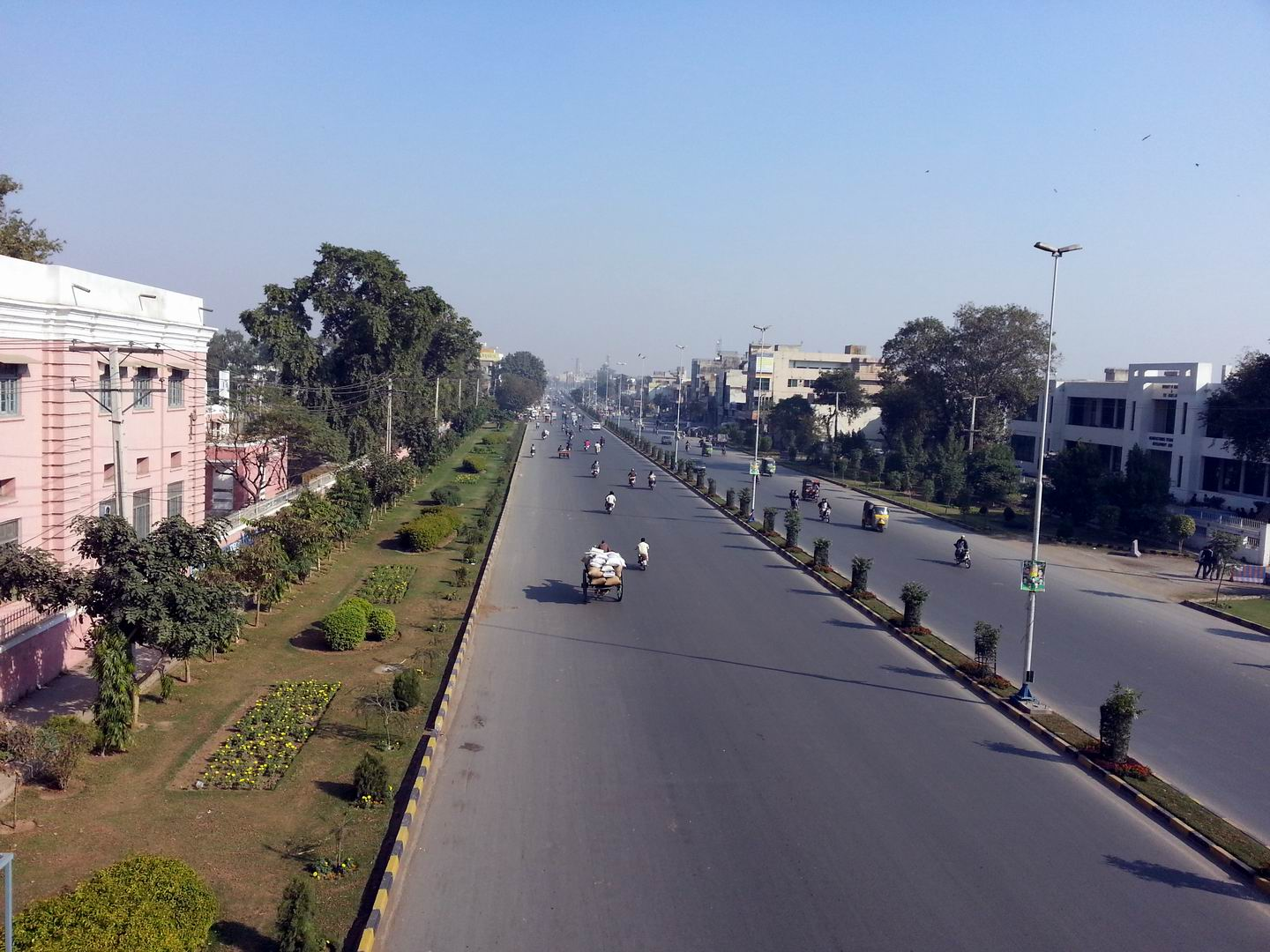
La GTR en frente de UET, Lahore
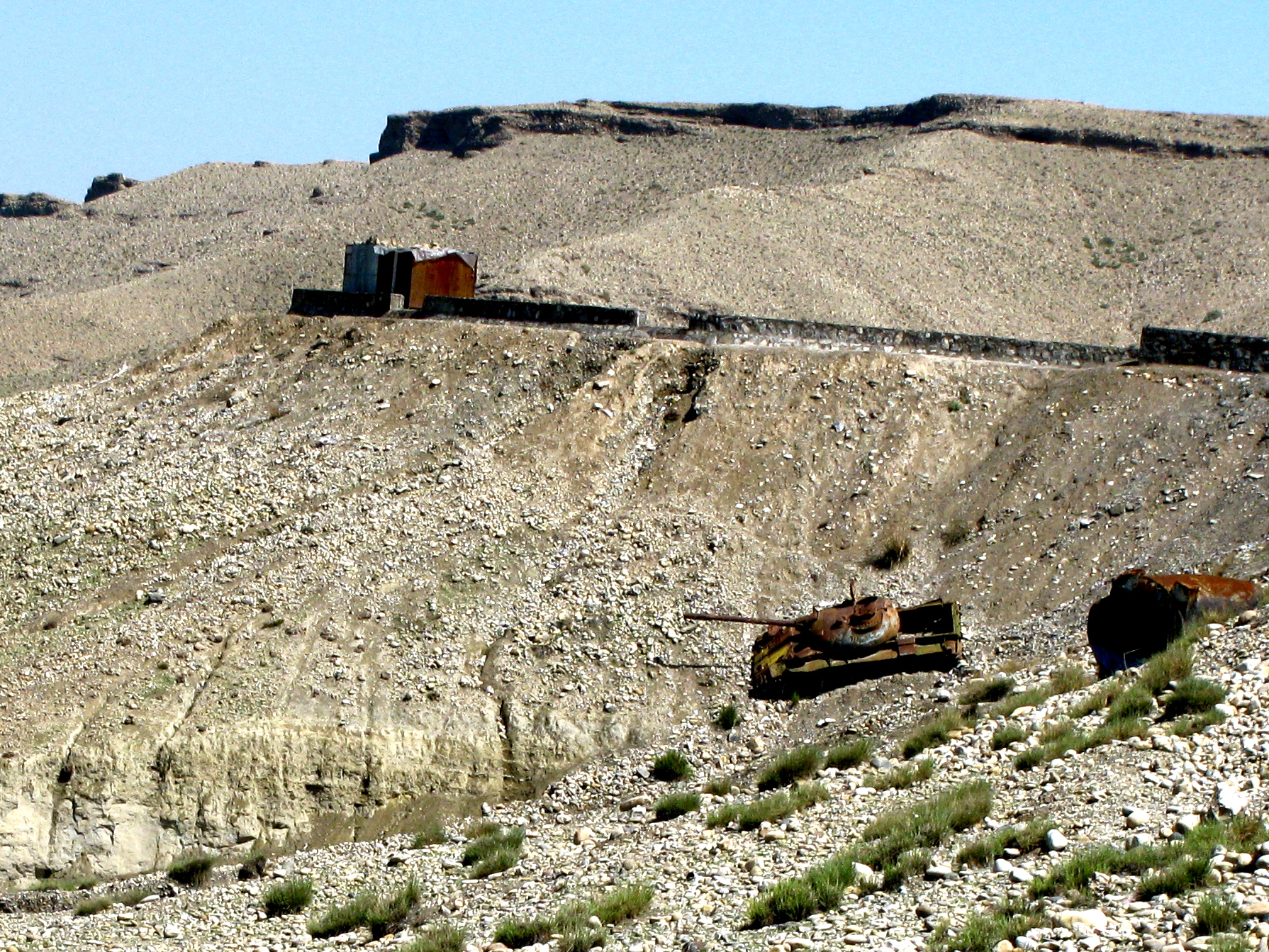
Carretera Jalalabad-Kabul, el último y más peligroso tramo de la GTR
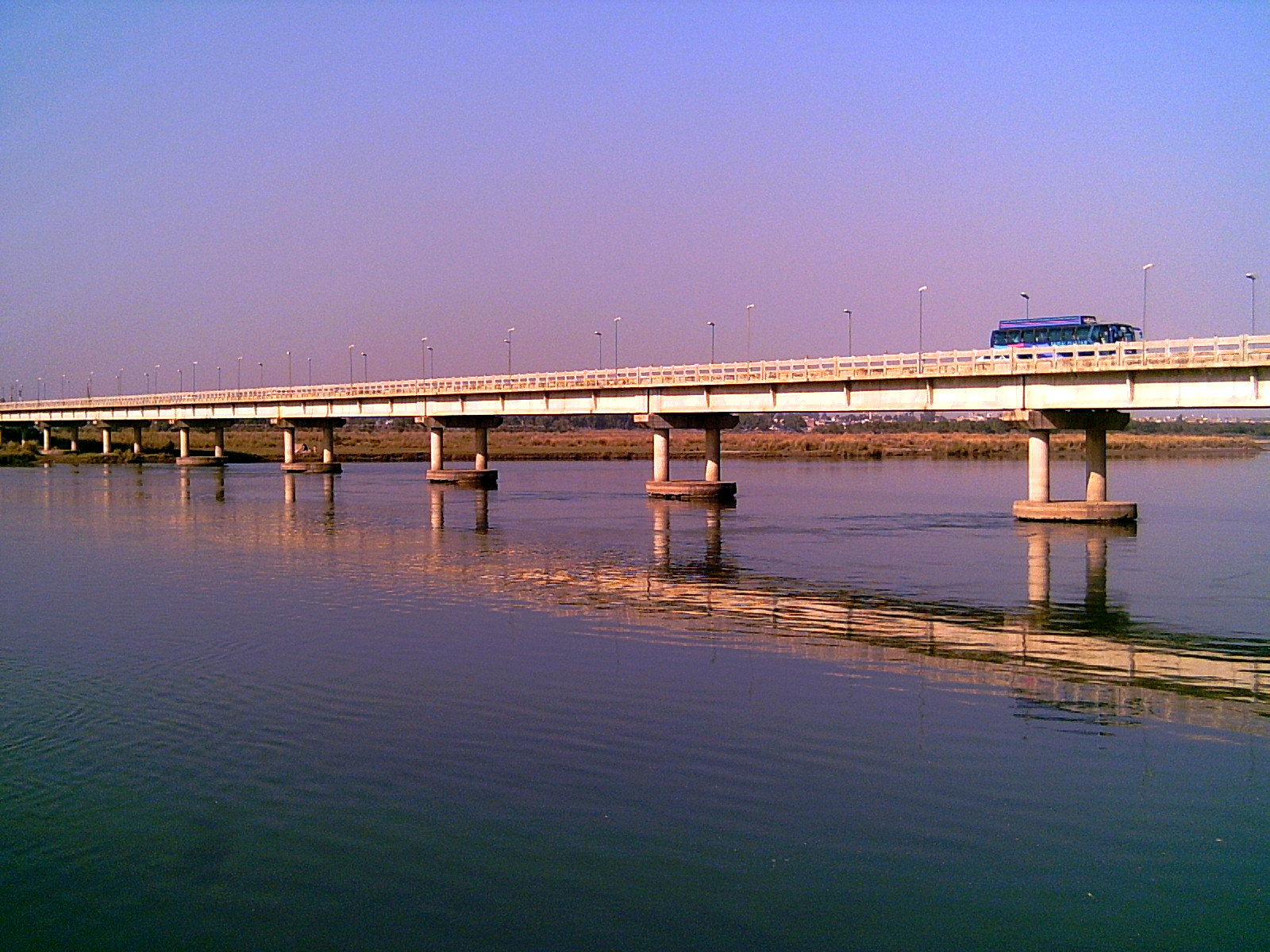
La GTR cruzando el río Jhelum en Pakistán.
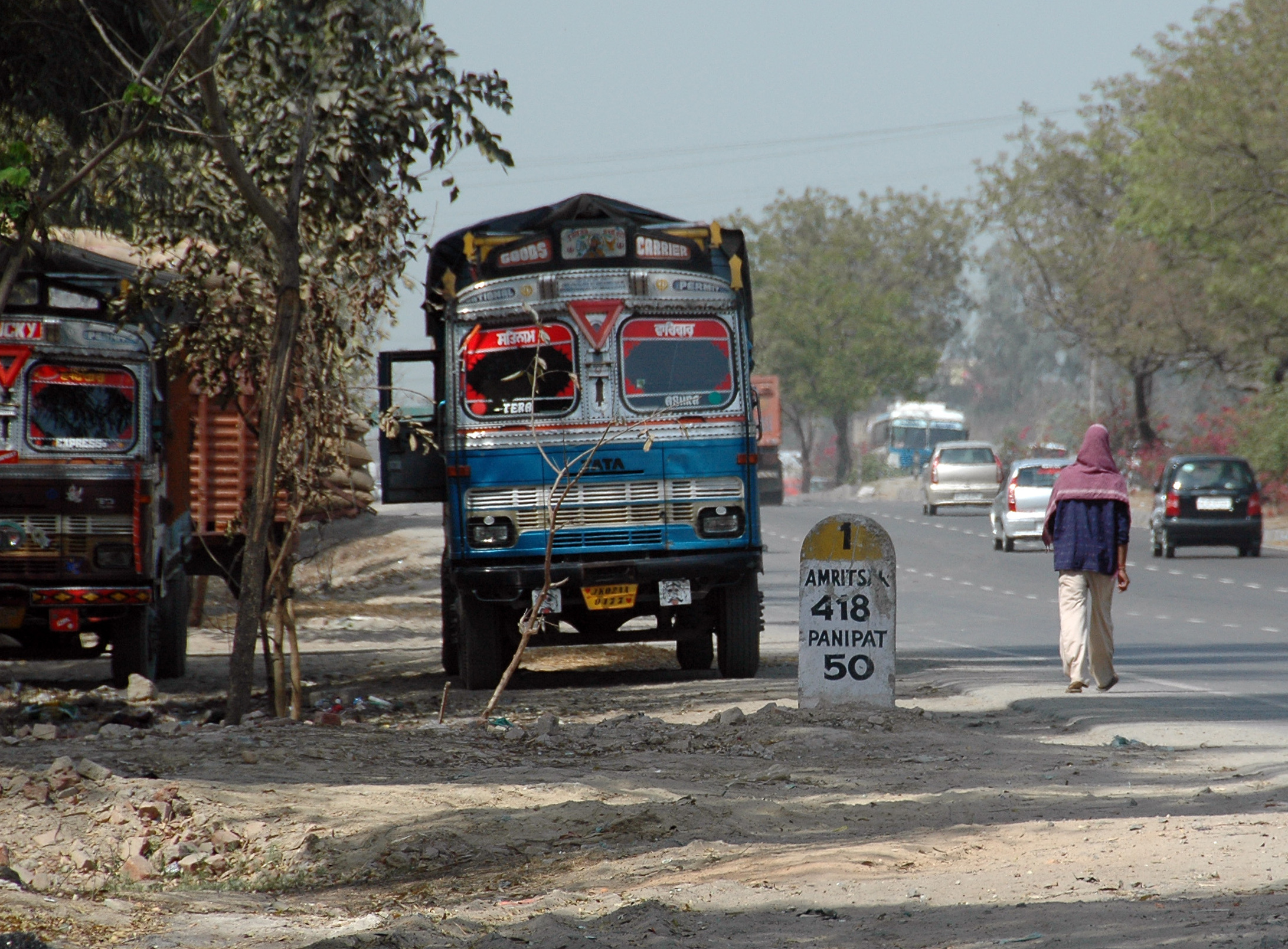
La GTR en Haryana

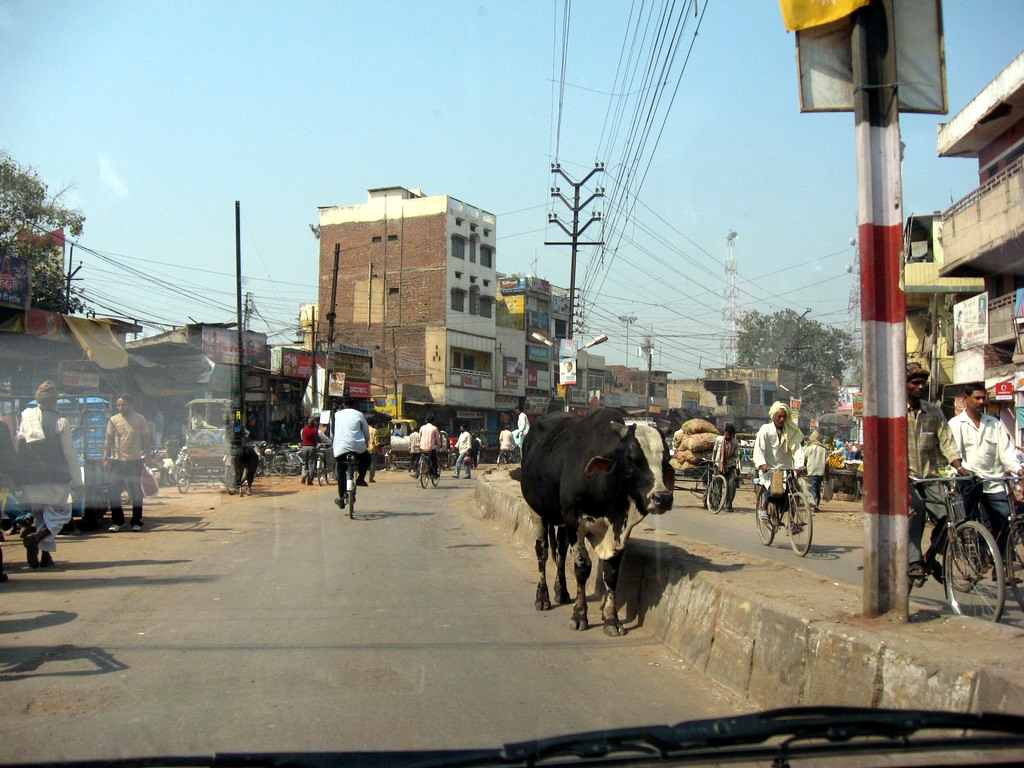
La GTR dentro de los límites de la ciudad de Mughalsarai, Uttar Pradesh.
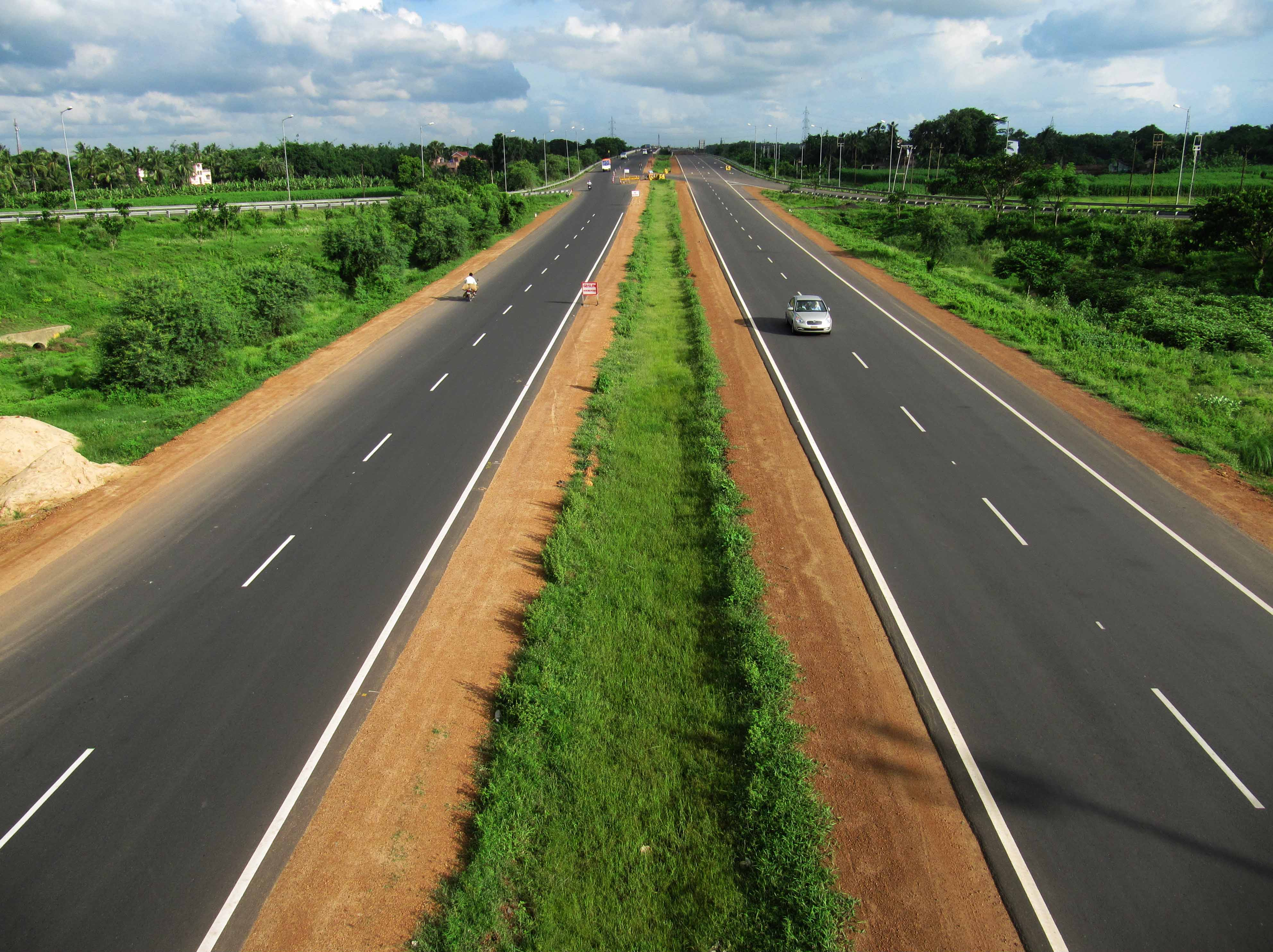
Durgapur Expressway, no parte de la NH 2- NH2 o GTR va por el lado del Ganges- desde Burdwan vía Memari, Mogra, Bandel, Srirampur, Belur hasta Howrah.
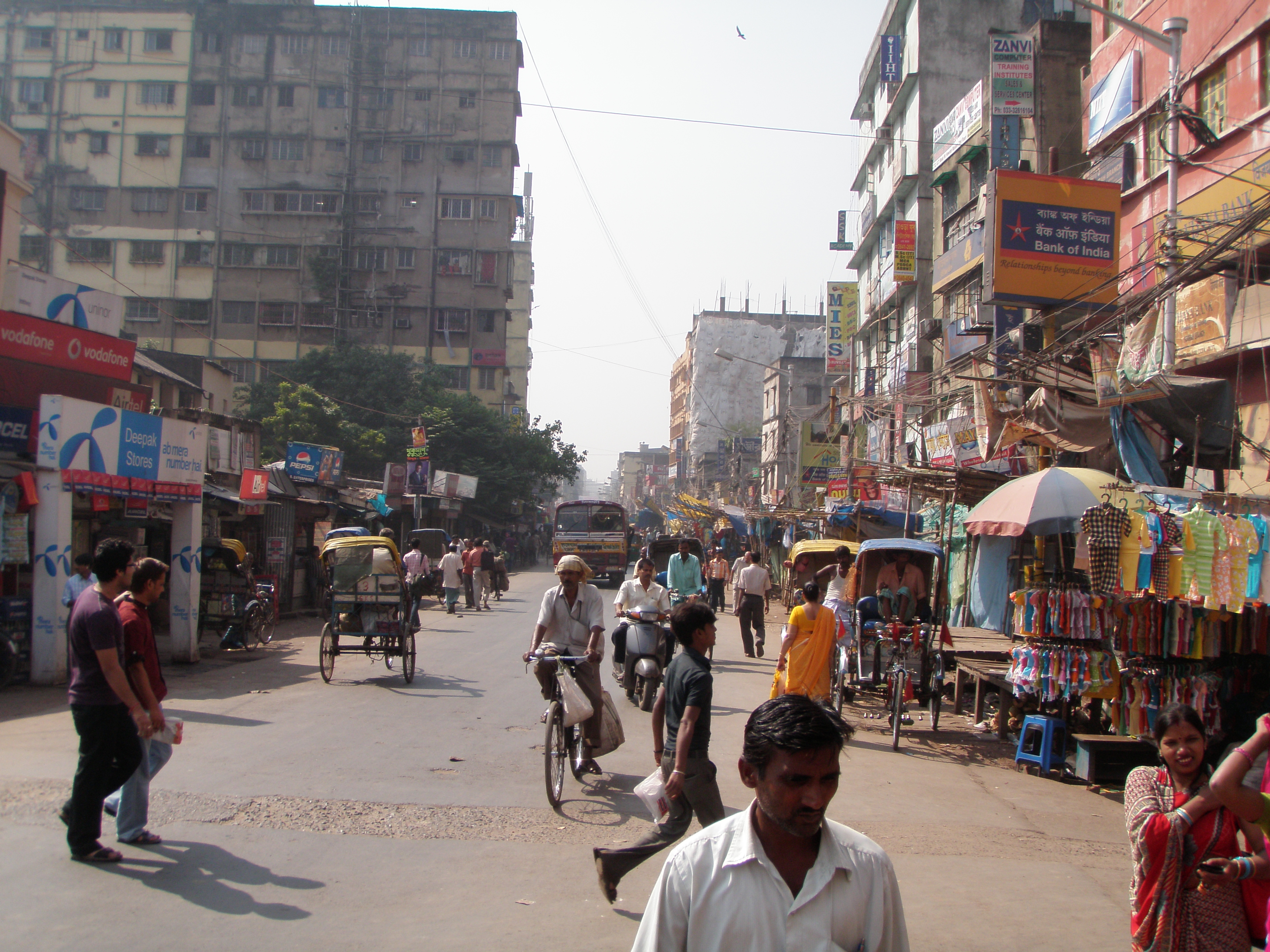
La GTR en el Howrah Maidan, West Bengal.
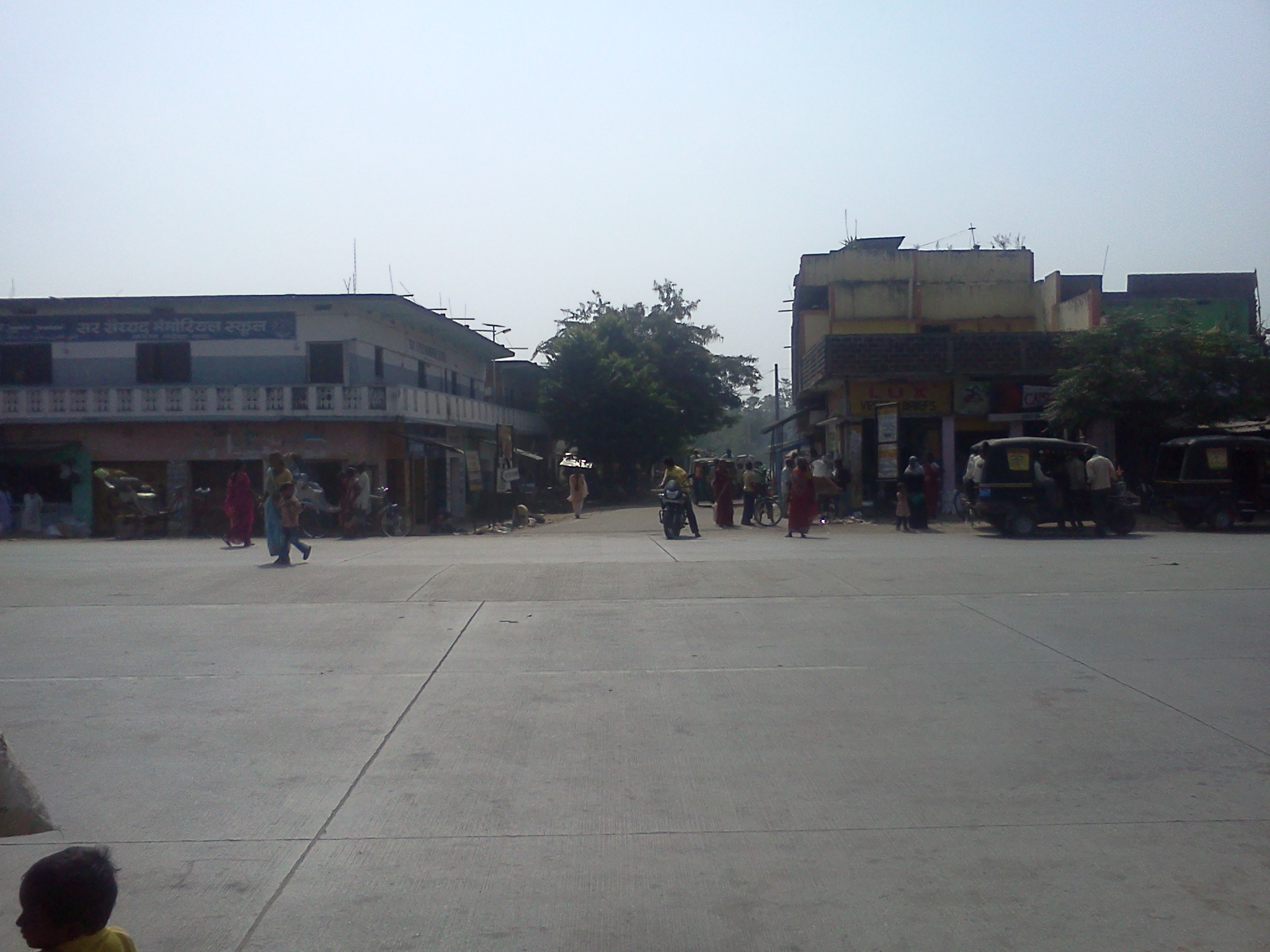
La GTR en Bihar